# Sondu Miriu
La Sondu Miriu est une rivière de l'ouest du Kenya, affluent du golfe de Winam (lac Victoria).

## Géographie
Elle prend sa source à 2 833 m d'altitude dans l'escarpement de Mau (Mau escarpment) (vallée du Grand Rift).
L'orientation générale est de l'est vers l'ouest. Dans un premier temps, elle descend de l'escarpement de Mau vers l'ouest-sud-ouest jusqu'aux plantations de thé de Kapset avant de prendre la direction nord-ouest jusqu'à Chemosit qui est la limite ouest du complexe d'exploitation de thé de Kericho puis une direction vers l'ouest et Ikonge (Kipkebe tea estate). De là, elle prend la direction du nord jusqu'à Sondu et l'escarpement de Nyando (Nyando escarpment) qui la dévie vers l'ouest et la fait rentrer sur le territoire de la province de Nyanza. Elle alimente un barrage hydroélectrique de 60 MW avant de tomber, 7 km plus loin, d'une hauteur de 20 m aux chutes Odino (Odino falls) et de longer le site archéologique de Wang' Odino. Elle prend, alors, sa direction définitive vers le nord-est et rentre dans la plaine de Kano en même temps qu'elle reçoit, en retour, le surplus des eaux d'irrigation puisées au barrage hydroélectrique. Son embouchure dans la baie d'Osodo (golfe de Winam) constitue un delta, dont la branche nord n'est plus alimentée que par fortes précipitations.
De la source à la confluence située à 1 131,7 m d'altitude, le dénivelé est de 1 701,3 m et la pente moyenne est de 0,77 %. La distance directe entre la source et la confluence est de 105,5 km et la longueur réelle est de 220 km.

### L'embouchure
La configuration actuelle de la zone marécageuse de l'embouchure n'a débuté qu'en 1983. L'ancienne apparence fut complètement détruite pendant l'été 1982-1983 par des pluies diluviennes et des inondations dues au phénomène El Niño. Avant cette date, l'embouchure principale était la branche nord du delta.

### Affluents
- Kimugang ;
- Kuja.

### Comtés traversés
- Ancienne province de la vallée du Rift :
  - comté de Nakuru ;
  - comté de Kericho.
- Ancienne province de Nyanza :
  - comté de Kisumu ;
  - comté de Homa Bay.